# Паул Херман Милер
Паул Херман Милер (Олтен, 12. јануар 1899 — Базел, 12. октобар 1965) је био швајцарски биохемичар, који се бавио истраживањем заштите биљака. 1939. године је открио инсектицидно деловање ДДТ-а. Добитник је Нобелове награде за медицину 1948.